# Sanlé Sory
Sanle Sory (* 1943, Nianiagara, Burkina Faso) je burkinafaský fotograf.

## Životopis
Ibrahima Sanlé Sory přijel do Bobo-Dioulasso v roce 1957. Poté, co se stal novinářem a fotografem, také ilustroval obaly hudebních alb.
Svůj ateliér Volta Photo otevřel v roce 1960, kdy jeho země získala nezávislost. Koupil si fotoaparát Rolleiflex 6×6 a začal pořizovat fotografické podobenky a dokumentoval dopravní nehody pro místní policii.
V Bobo-Dioulasso velmi rychle získal proslulost, město bylo tehdy kulturním a ekonomickým hlavním městem bývalé Horní Volty a kam mladí Afričané „toužící po modernosti“ přicházeli „nechat si zhotovit fotografický portrét“.
Jeho fotografické dílo, které vzniklo v letech 1960 až 1985 „svědčí o štěstí nově nalezené svobody a jedinečné sociální kultury.“

## Výstavy
- 2015: Folk art africain?, Fonds régional d’art contemporain de Bordeaux
- 2015: À la rencontre de la photographie africaine, médiathèque de Mérignac
- 2018: Retrospective, Institut umění v Chicagu
- 2020: Tête à Têtes – West African Portraiture from Independence into the 21st Century, David Hill Gallery, Londres[5]
- 2020: Bobo Yéyé, Sanlé Sory, Galerie du Château d’Eau, Toulouse